# Unternehmen Edelweiß II
Koordinaten: 76° 42′ N, 18° 46′ W
Das Unternehmen Edelweiß II war der Deckname einer deutschen Militäroperation und der Versuch der deutschen Wehrmacht im Zweiten Weltkrieg, eine Wetterstation in Grönland zu errichten.

## Verlauf

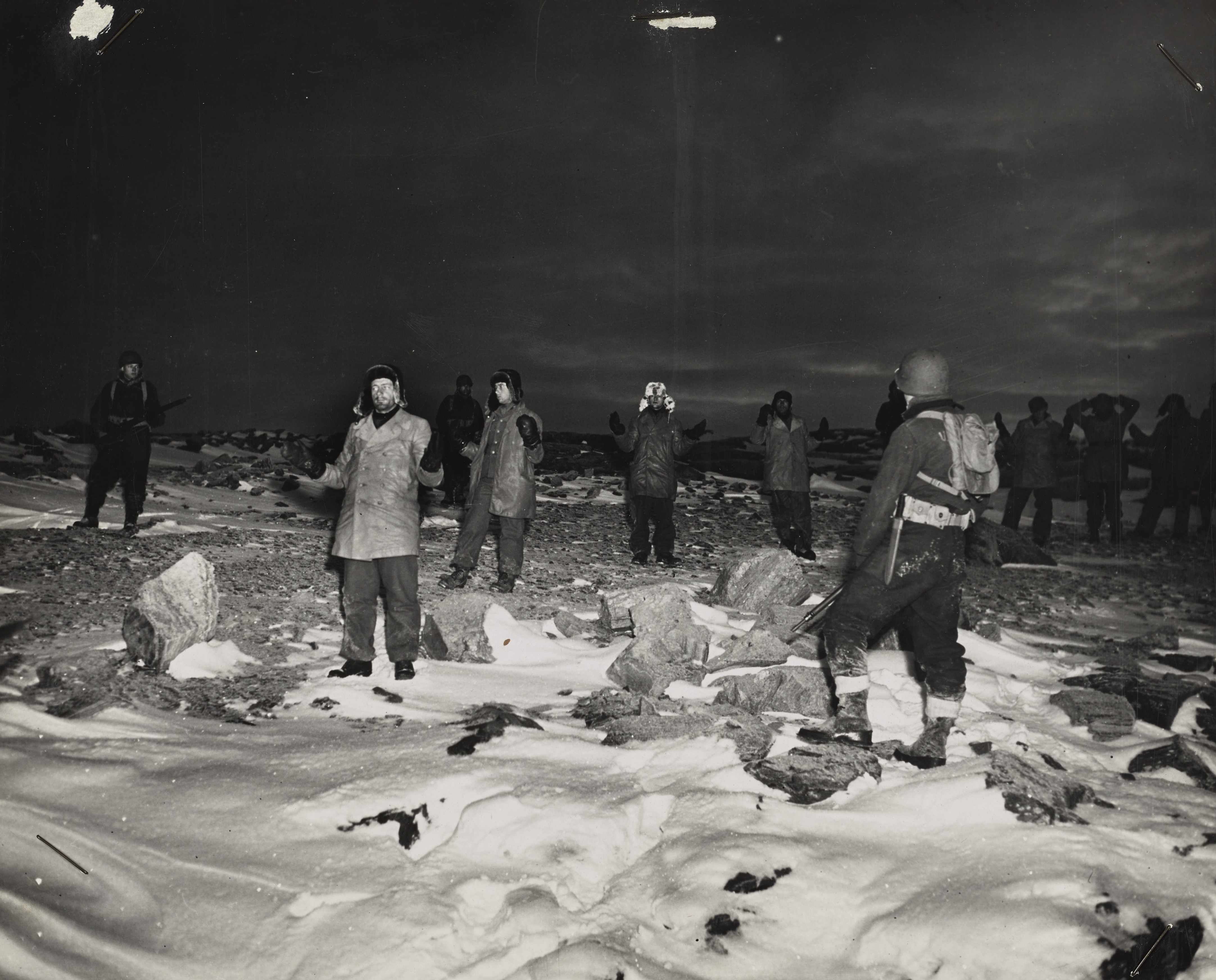
Gefangennahme von Teilnehmern des Unternehmens Edelweiß II am 4. Oktober 1944

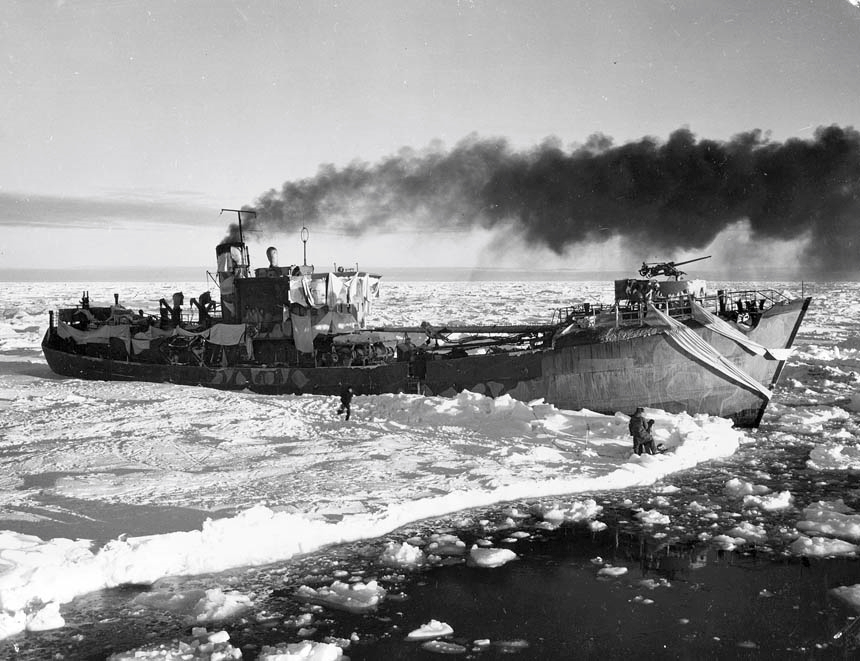
Die Externsteine wird aufgebracht

Im Sommer 1944 scheiterte das Unternehmen Schatzgräber auf Franz-Josef-Land. Die Wehrmacht plante deswegen das Unternehmen Goldschmied als neuen Versuch, auf der russischen Insel eine Wetterstation zu errichten.
Dem Leiter des Wettertrupps „Edelweiß II“, Dr. Karl Schmid, unterstanden drei Hilfsinspektoren des Wetterdienstes und ein Techniker. Den zivilen Fachleuten wurde eine militärische Einheit unter Führung von Leutnant Allewecht zur Seite gestellt, dem zwei Funkmaaten und zwei Obergefreite unterstanden.
Am 15. August 1944 fuhr Wetterbeobachtungsschiff (WBS) 11 Externsteine in Wismar ab. Am 2. September 1944 erreichte das Schiff das norwegische Tromsø. Am 1. September 1944 war das Unternehmen Edelweiß in Nordostgrönland gescheitert und als die Nachricht dazu bei der Wehrmacht eintraf, wurde am 15. September beschlossen, das Unternehmen Goldschmied auszusetzen. Stattdessen sollte die Externsteine im Rahmen des Unternehmens Edelweiß II nach Nordostgrönland fahren. Dort sollte die Mannschaft abgesetzt werden und das Schiff nach Europa zurückkehren.
Am 26. September verließ die Externsteine Tromsø, eskortiert vom U-Boot U 965. Am 29. September erreichte das Schiff die grönländische Eiskante, von wo aus das U-Boot heimkehrte. Am 1. Oktober erreichte die Externsteine die Insel Lille Koldewey, wo der Wettertrupp und die Ausrüstung abgeladen wurden.
Am 2. Oktober machte sich die Externsteine bereit für die Heimreise. Beim Starten der Maschinen entstand jedoch soviel schwarzer Qualm, dass die Rauchsäule von einem US-amerikanischen Patrouillenflugzeug entdeckt wurde. Ein weiteres Flugzeug flog tags darauf direkt über das gerade errichtete Lager, um es zu inspizieren.
In der Nacht zum 4. Oktober erreichte das US-amerikanische Schiff Eastwind das Lager mit rund 250 Soldaten unter der Führung von Alden Lewis und nahm den deutschen Wettertrupp gefangen. Sie wurden von der Eastwind auf das Schiff Storis gebracht, das nach Narsarsuaq fuhr, von wo aus sie ins kanadische Goose Bay geflogen wurden und dann in US-amerikanische Kriegsgefangenschaft gerieten.
Die Externsteine wurde derweil bei Shannon vom Packeis eingeschlossen. Ein Flugzeug entdeckte das Schiff am 14. Oktober und die Eastwind und ihr Schwesterschiff Southwind wurden zur Eiskante gesandt, von wo aus die Mannschaft zum deutschen Schiff lief und die Besatzung gefangen nahm. Die Externsteine wurde erbeutet und fortan von der US-amerikanischen Küstenwache als Eastbreeze eingesetzt.